# Schelpengrot (Nienoord)
De schelpengrot is een tuinkoepel (rocaille) in de zuidelijke tuin van de voormalige borg op het landgoed Nienoord in Leek. De binnenzijde is geheel bedekt met een mozaïek van schelpen en stenen. Grot is waarschijnlijk afgeleid van het Italiaanse grotto, wat mozaïekkamer betekent. De oorsprong van de tuinkoepel ligt rond het jaar 1700.
Oorspronkelijk was het gebouwtje een schatkamer van de jonkheren van Nienoord. Over de reden van het bedekken van de muren met schelpen is niet meer bekend dan een sage: 
Op het kasteel werkte een meisje uit het dorp (Leek). Zij was altijd erg nieuwsgierig naar de schatkamer. Toen de jonkheer en zijn vrouw op een dag op reis waren vroeg ze aan de dochter van de heer of ze even in de schatkamer mocht kijken. De dochter werd overgehaald en opende de schatkamer voor het meisje. Zij vond het prachtig en danste door de kamer. Al snel had de dochter er genoeg van en liep ze weg, terwijl ze de deur van de schatkamer op slot had gedraaid. De dochter vergat het meisje en deze zat dus opgesloten. Toen de heer weer thuiskwam ontdekte hij het meisje, en sloot hij haar voor straf op in de schatkamer. Ze zou pas weer vrijgelaten worden als ze alle muren bedekt had met schelpen. Tientallen jaren werkte het meisje vervolgens aan het mozaïek. Toen het werk klaar was mocht ze eruit. Blij als ze was rende ze naar het dorp. Daar aangekomen bekeek ze zichzelf in het heldere water [vermoedelijk van het Leekster Hoofddiep]. Zij schrok zo van haar oude en magere gezicht dat ze in elkaar zakte, om nooit meer op te staan.
Nederland telt hiernaast nog een schelpengalerij op het landgoed van Kasteel Rosendael (1722, Rozendaal, Gelderland) en een klein gereconstrueerd schelpengrotje op Paleis Het Loo (Apeldoorn, Gelderland).

## Foto's

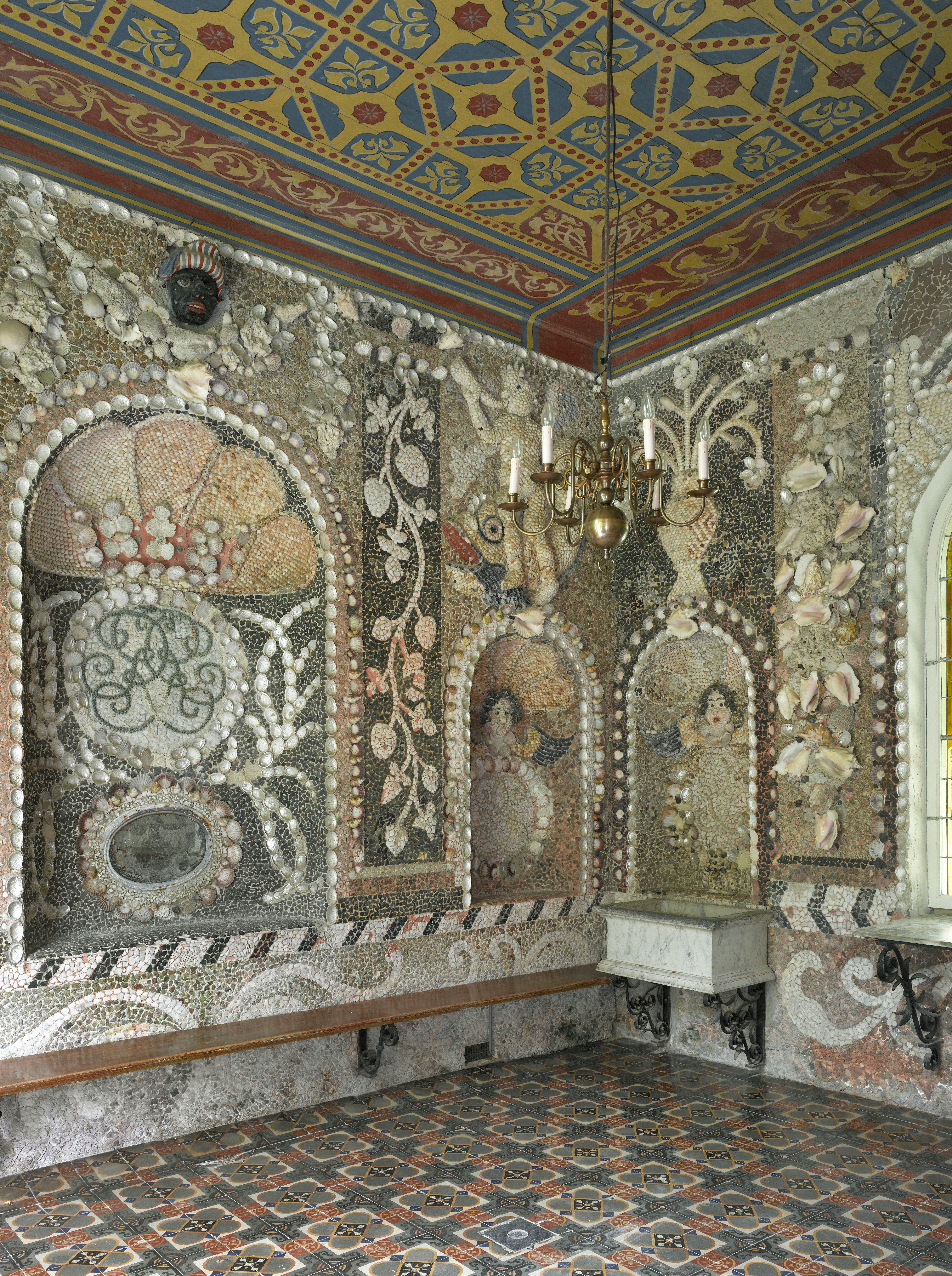
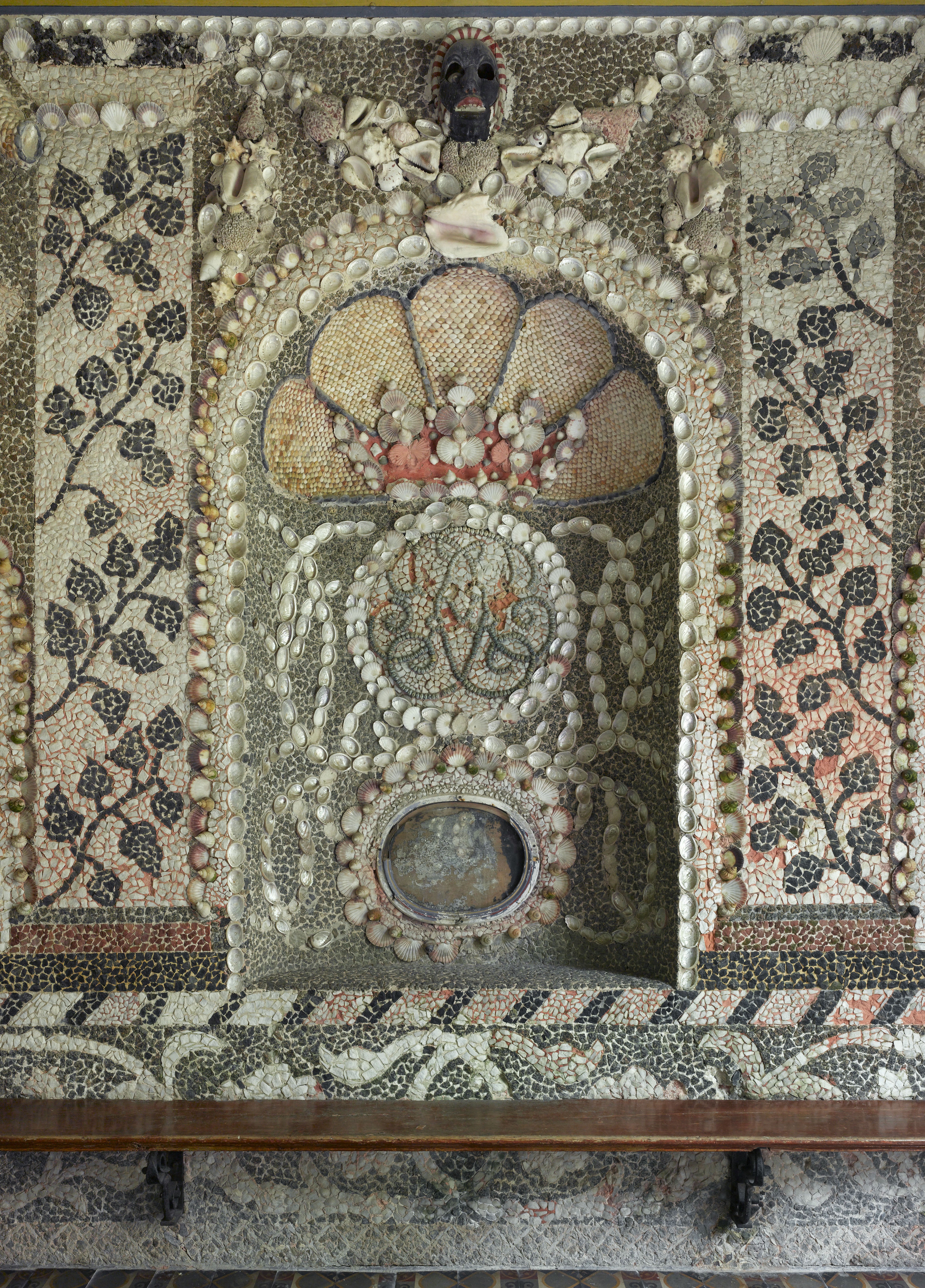
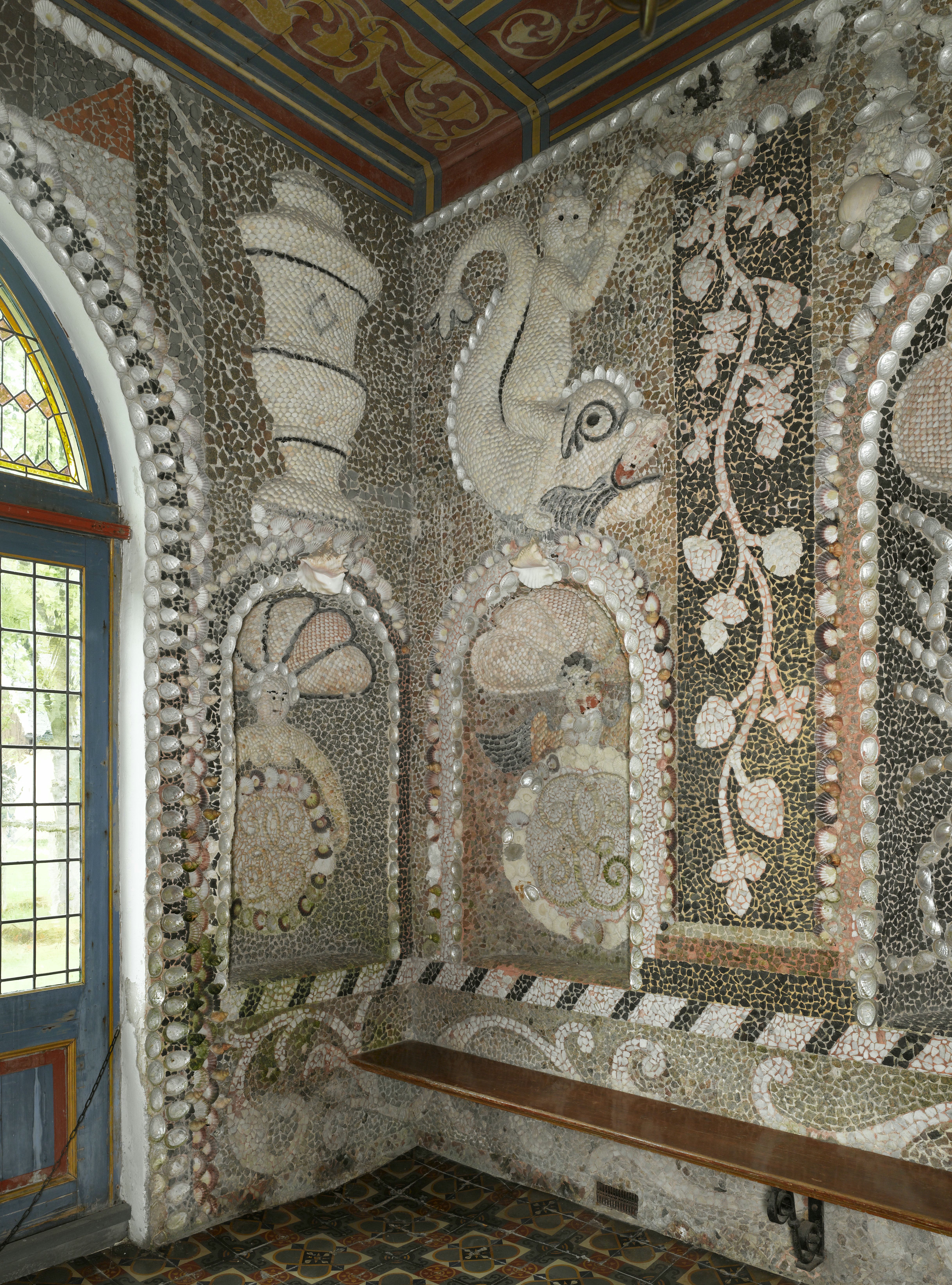
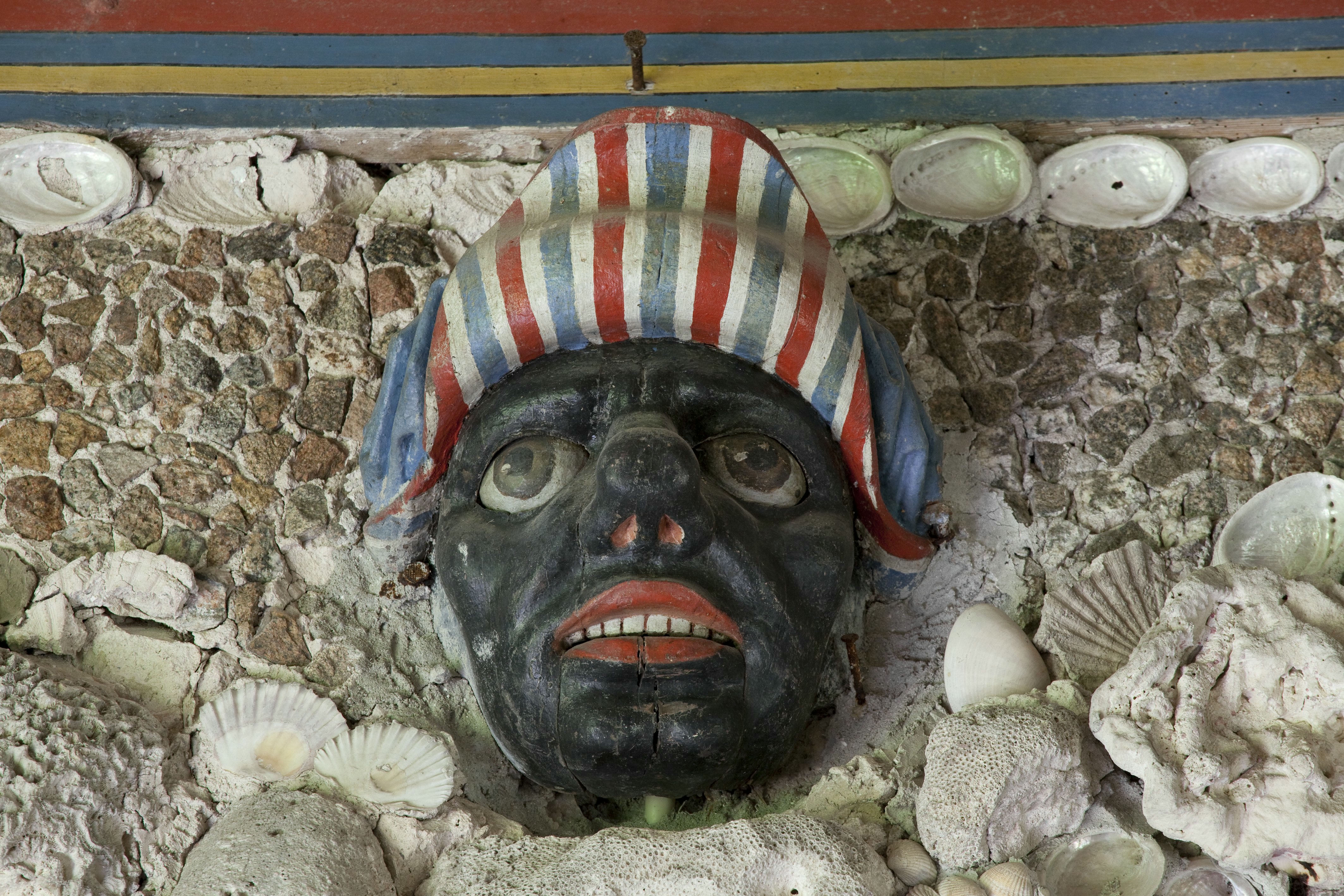
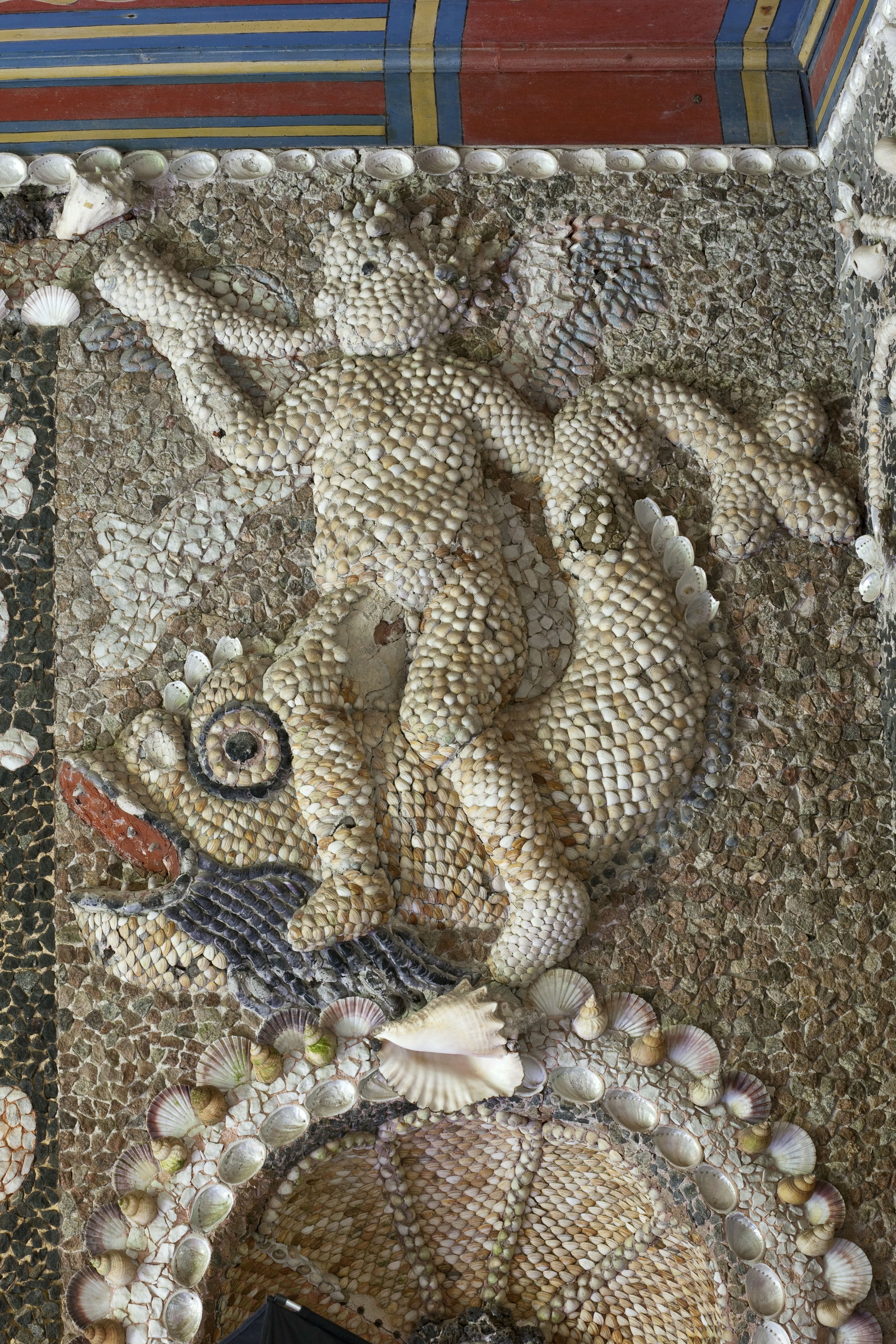
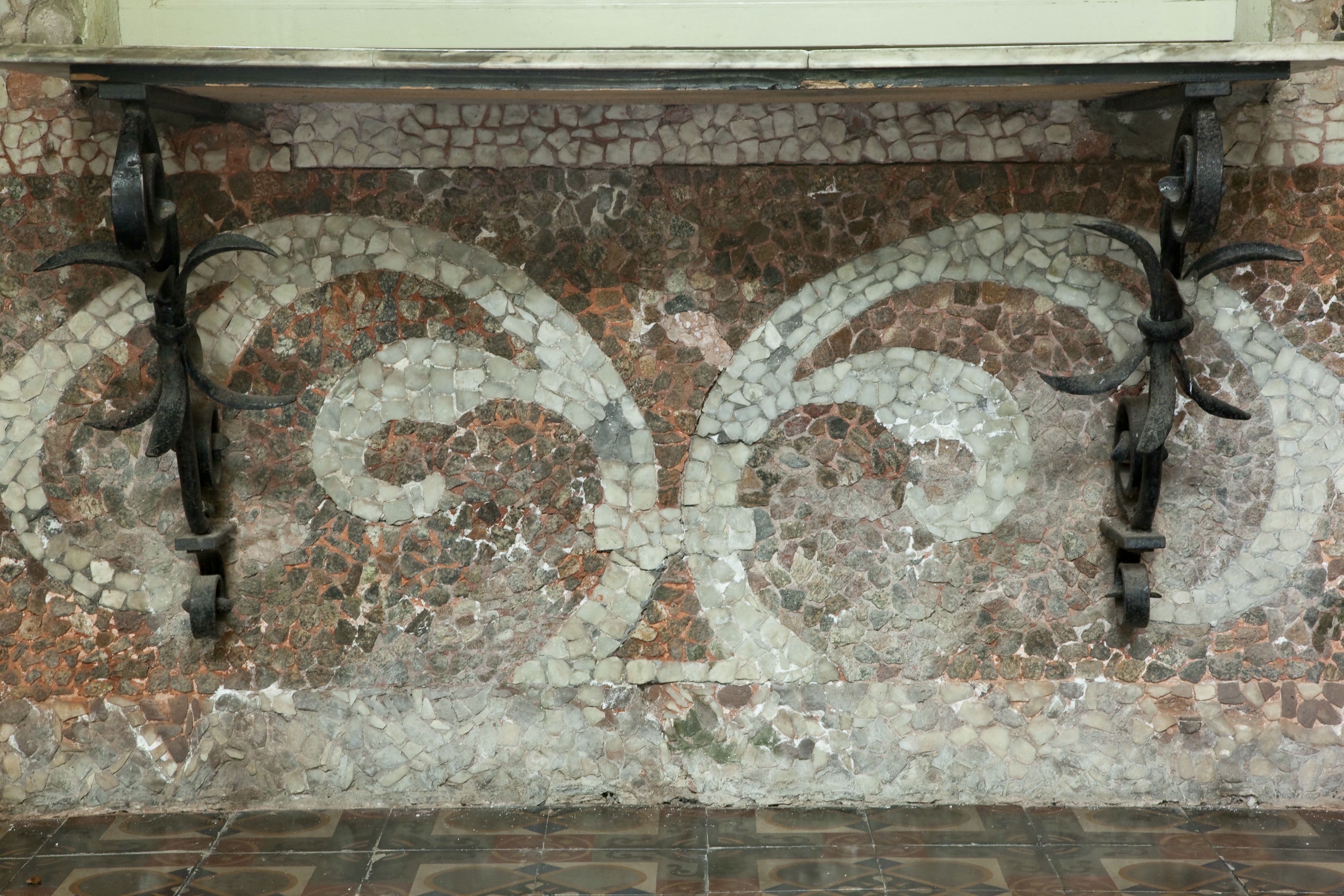
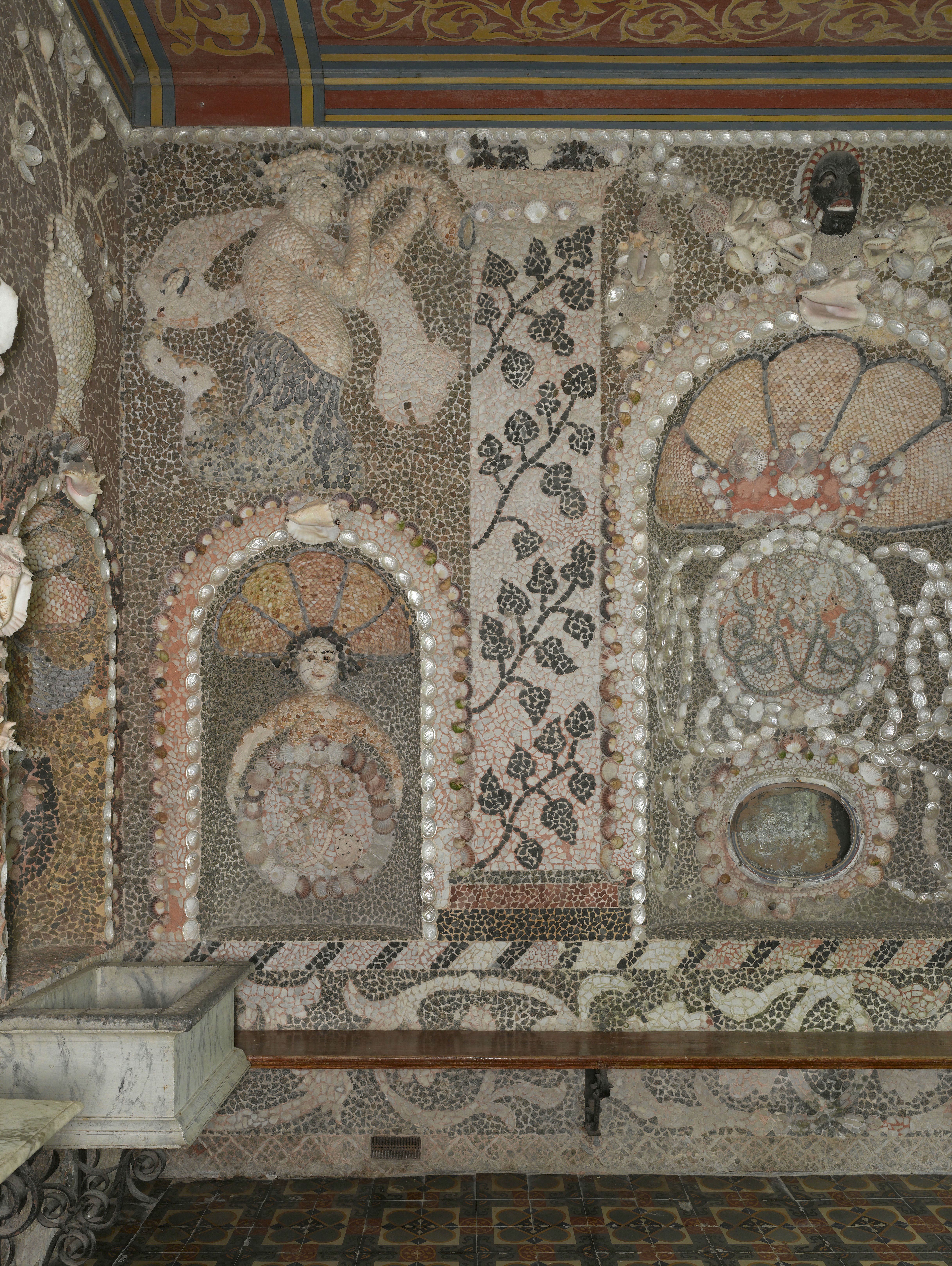
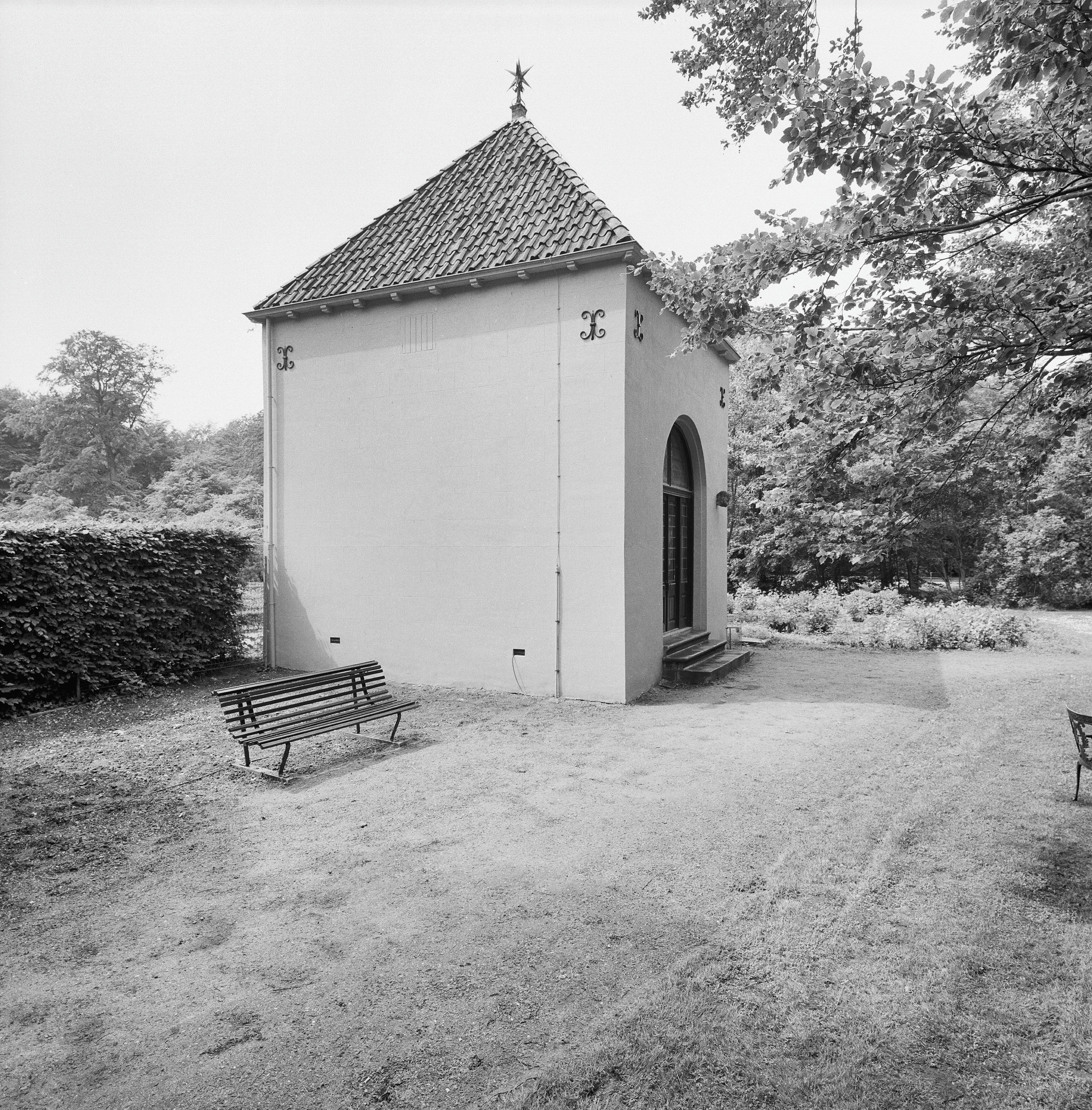